# Футбеґ

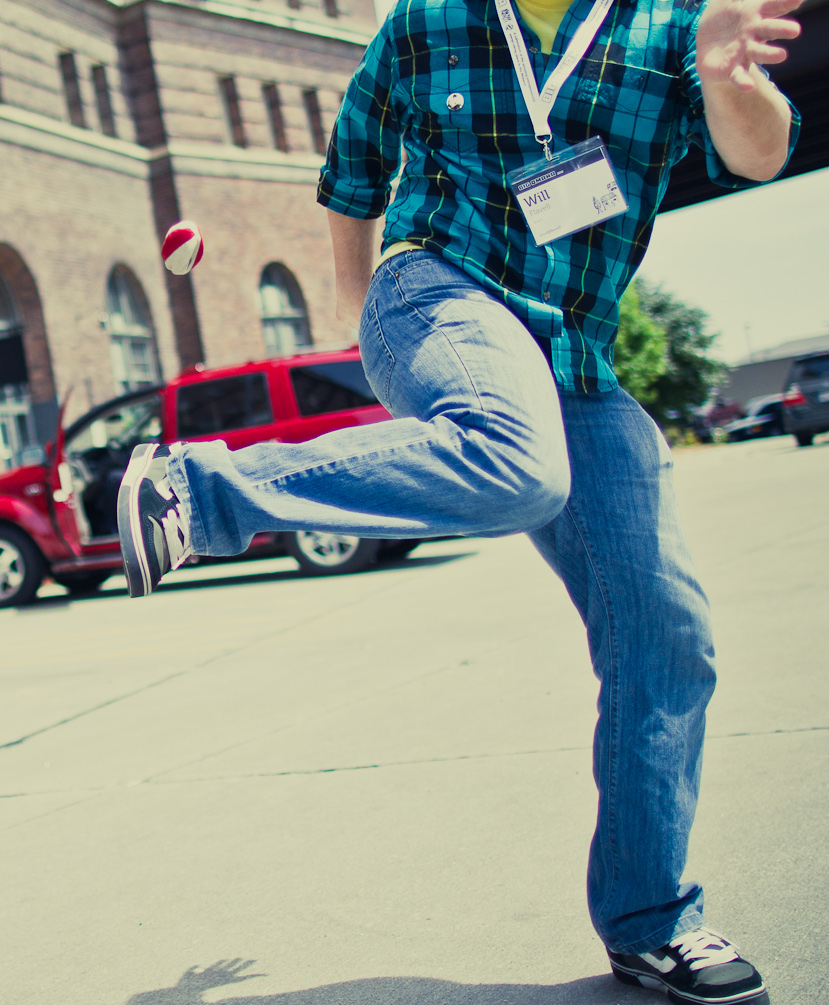
Чоловік підбиває футбеґ

Футбеґ — збірна назва низки споріднених видів спорту та обладнання, що використовується в них. Футбеґ в Україні наразі не знайшов великого поширення, ним займається на аматорському рівні лише одиниці.

## Дисципліни
У футбеґу є кілька дисциплін. В кожній з них основним елементом є підбивання ногами маленького м'ячика, але по-різному.

### Фрістайл
Він полягає у виконанні трюків з футбеґом. М'яч можна бити ногами і ловити всіма частинами тіла, крім рук. Крім того, ви можете виконувати різні інші елементи, такі як: обертання навколо стопи (dex) або голови (дакінґ, пірнання, зулу, вівінґ), обертання всього тіла навколо своєї осі (спін) та багато інших. Footbag Freestyle поділяється на такі змагання: Routines (основне змагання, гравець представляє двохвилинну вправу (так звану рутину) на музику за власним вибором, подібну до технічних та художніх навичок фігурного катання, є одиничні та парні процедури (рука об руку), конкурс на коло (гравці грають по колу у двох раундах («Різноманітність» та «Щільність») з 3 комбо, а судді оцінюють їх гру), Shred 30 (гравці грають 30 секунд як найбільше складні хитрощі, а потім результат обчислюється за формулою : кількість підбивань + кількість підбивань * кількість унікальних трюків / кількість контактів), Sick 3 (гравець виконує комбінацію з 3 трюків, зазвичай має 7 спроб), Big 1 (гравець виконує найскладніший трюк, зазвичай має 7 спроб),Most Rippin' Run (2 гравці змагаються один з одним на тривалість комбінацій), Request Contest (кожен раунд гравець повинен виконати одну з двох необхідних комбо з двох трюків) та Коротку технічну програму.

### Net
Відміна гри через сітку, яку грають на полі розміром 1340 × 610 см через сітку на висоті 152,5 см з твердим м’ячем діаметром 5–6 см. Існує два типи гри - одинична, тобто дуель між двома гравцями, та подвійна сітка, де команди з двох гравців змагаються одна з одною. Футбеґ підбивають тільки ступнями, правила подібні до правил у волейболі.

### Інше
Окрім двох вищезгаданих дисциплін, існують також інші, більш розважальні, такі як Ґольф, 4 Squares (4 квадрати) або 2 Squares (2 квадрати).

## Обладнання
Кожна дисципліна футбеґу має власне спорядження.

### Фрістайл

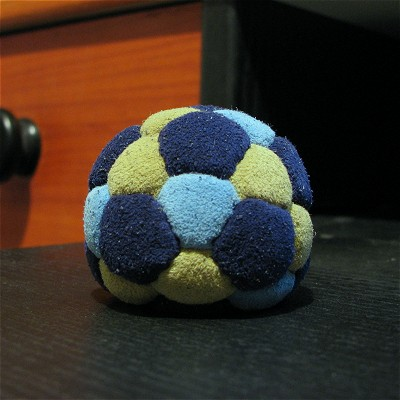
Професійний футбеґ із 32 латок для гри у фрістайл

У фрістайлі використовуються невеликі мячики-мішки (4–5 см для просунутих і 5–6 см для початківців), зазвичай виготовлені з тонкої синтетичної замші, наповнені піском, гравієм, пластиковими гранулами, металевими гранулами або сумішшю, заповнені менш ніж на половину їх об'єму. Кожен футбеґ складається з певної кількості латок. Футбеґи з невеликою кількістю панелей (2, 4, 6, 8, 12) зазвичай використовуються новачками, оскільки вони відносно дешеві, і їх можна легко зловити на взуття. Професіонали зазвичай використовують мішечки з 32 панелями, оскільки вони зберігають форму кулі в повітрі, що допомагає при більш складних трюках. Бувають футбеґи також з більшою кількістю латок (42, 64 або навіть 256!), але через велику кількість стібків і виготовити їх, і грати ними досить важко.
Важливим елементом у фристайлі також є відповідне взуття. Початківці гравці задовольняються звичайними кросівками. Професіонали зазвичай використовують тенісне взуття Adidas Rod Laver, Adidas Nastase або Reebok G-Unit G-6, а також взуття Quantum від Planet Footbag, перше офіційне взуття для фрістайлу, яке побачило світ лише кілька років тому і все ще вдосконалюється.

### Net
У дисципліні Net використовуються жорсткі, важкі футбеґи, зроблені зі шкіри та щільно наповнені, схожі на невеликий набивний м'яч.

## Змагання
У Footbag, як і в інших видах спорту, проводяться змагання. У 2009 році відбувся 30-й щорічний чемпіонат світу з футбеґу.

### Поточні чемпіони світу з футболу[2]

#### Фрістайл
- Open Singles Routines - Вацлав Клуда ( Чехія )
- Women Singles Routines - Тіна Аберлі ( Швейцарія )
- Open Doubles Routines - Міхал Островський та Томаш Островський ( Чехія )
- Mixed Doubles Routines - Малгожата Олендка та Томаш Островський ( Польща )
- Open Circle Contest - Вацлав Клоуда ( Чехія )
- Open Shred 30 - Мілан Бенда ( Чехія )
- Жінки Shred 30 - Тіна Аеберлі ( Швейцарія )
- Open Sick 3 - Аркадіуш Дудзінський ( Польща )
- Open Request Contest - Мілан Бенда ( Чехія )

#### Net
- Open Singles Net - Еммануель Бушар ( Канада )
- Open Doubles Net - Патрік Шрікель та Флоріан Гетце ( Німеччина )
- Women Singles Net - Мод Ландревіль ( Канада )
- Women Doubles Net - Мод Ландревіль та Женевікве Буске ( Канада )
- Mixed Doubles Net - Мод Ландревіль та Дж. Ф. Лемі ( Канада )

#### Інші
- Open 2 Square - Віктор Дембський ( Польща )
- Open Golf - Стефан Раутенберг ( Німеччина )